# Music to Be Murdered By
Music to Be Murdered By is het elfde studioalbum van de Amerikaanse rapper Eminem. Het werd op 17 januari 2020 uitgebracht door Aftermath Entertainment, Interscope Records en Shady Records. Het werd uitgebracht zonder vooraankondiging, op dezelfde manier als zijn vorige studioalbum Kamikaze (2018). Het album is geproduceerd door onder meer Eminem en Dr. Dre. Het bevat gastoptredens van Young MA, Royce da 5'9", White Gold, Ed Sheeran, wijlen Juice Wrld, Skylar Grey, Black Thought, Q-Tip, Denaun, Anderson Paak, Don Toliver, Kxng Crooked en Joell Ortiz.

## Nummers
1. Premonition (Intro)
2. Unaccommodating
3. You Gon' Learn
4. Alfred (Interlude)
5. Those Kinda Nights
6. In Too Deep
7. Godzilla
8. Darkness
9. Leaving Heaven
10. Yah Yah
11. Stepdad (Intro)
12. Stepdad
13. Marsh
14. Never Love Again
15. Little Engine
16. Lock It Up
17. Farewell
18. No Regrets
19. I Will
20. Alfred (Outro)

- MusicBrainz release group: bc217c64-db43-4311-9b73-fca6d25c4ac5